# Magsaft
Magsaft innehåller vatten, elektrolyter, saltsyra, pepsin, intrinsic factor samt mucin och den produceras av epitelceller i magsäckens slemhinna. Parietalcellerna, som utsöndrar saltsyra och intrinsic factor, aktiveras av sinnesintryck som via det centrala nervsystemet (CNS) och parasympatiska nerver sätter igång eller ökar produktionen av magsaft. Denna process kallas den cefaliska fasen och den är en förberedelse för matspjälkningen i magsäcken och munnen. 
När föda når magsäcken aktiveras den gastriska fasen. I denna fas insöndras hormonet gastrin som stimulerar körtelcellerna i magsäckens slemhinna att utsöndra saltsyra. Saltsyran löser upp maginnehållet och aktiverar pepsinets egenskap att spjälka protein. Denna egenskap fungerar bättre i sur miljö, eftersom en ökad koncentration av vätejoner leder till strukturella förändringar av proteiner genom att vätebindningar mellan specifika aminosyror bryts, vilket gör att pepsin och andra proteaser lättare kan komma åt att spjälka proteiner genom att enzymatiskt bryta dess peptidbindningar. Således har saltsyran också en betydelse för spjälkningen av näringsämnet protein i kroppen. Saltsyran håller en surhetsgrad på pH 1,5–2,0 vilket skapar en sur, bakteriedödande miljö i magsäcken, som ger ett effektivt skydd mot bakterieinfektioner. Därför räknas magsaften som en del av kroppens ospecifika immunförsvar. Det slemliknande mucinet har till uppgift att skydda magslemhinnan från enzymerna och den frätande saltsyran. Totalt bildas cirka två liter magsaft per dygn. Magsaften kommer därför att utsöndras när saften från magen styrs i ett omlopp av blodkärl.